# HR 8799 b
HR 8799 b는 페가수스자리 방향으로 지구로부터 약 129 광년 떨어진 곳에 있는 항성 HR 8799 주위를 도는, 외계 행성이다. 모항성은 겉보기 등급 +6등성에 목동자리 람다형 항성이다. 질량은 목성의 5~11배, 반지름은 목성의 약 110~130퍼센트 정도일 것이다. 항성으로부터 약 68 천문단위 떨어져 있으며 항성 주위의 먼지 원반보다 7 천문단위 안쪽에 자리잡고 있다. 1회 공전에 걸리는 시간은 약 460년이며, HR 8799 항성계 구성원들 중 별에서 가장 멀다. 2008년 11월 13일 Marois 연구진이 켁 천문대, 제미니 천문대의 망원경을 이용하여 발견했다. 이 행성들은 사진을 직접 찍어서 그 존재를 확인했다.
2009년 허블 우주 망원경이 11년 전 HR 8799를 찍은 사진에 b가 함께 찍혀 있었음을 확인했다. 이를 통해, 허블 우주 망원경의 사진들을 분석하여 사진으로 찍힌 외계 행성들을 찾아내어 분석할 수 있으리라 기대하고 있다.

## 같이 보기
- HR 8799 c
- HR 8799 d
- 포말하우트 b